# Marine militaire croate
La Marine de guerre croate (en croate : Hrvatska ratna mornarica) est un des grands corps des Forces armées de la république de Croatie.
Le rôle fondamental et le but de la Marine croate (HRM) sont de défendre l'intégrité et la souveraineté de la république de Croatie, promouvoir et protéger ses intérêts nationaux sur la mer Adriatique, les îles et les côtes terrestres. Elle assure et organise la défense maritime de la république de Croatie. 
Les missions fondamentales de l'Armée croate sont :
- dissuader toute menace en garantissant un niveau de compétence élevé, en s'entraînant et en développant un équipement technique performant ;
- surveiller et contrôler de façon constante les eaux territoriales de la mer Adriatique, les côtes terrestres et les mouvements des bâtiments de guerre étrangers ;
- renforcer les conditions de sécurité sur la mer Adriatique afin de préserver l'intégrité des frontières maritimes ;
- mettre en œuvre le programme « Association pour la Paix dans la Méditerranée ».

## Structure
- Commandement maritime
- Service technique de soutien
- Flotte navale
- Préparation et entraînement commando
- NMS Nord
- NMS Sud

## Les forces navales
- Corvettes de classe Kralj :

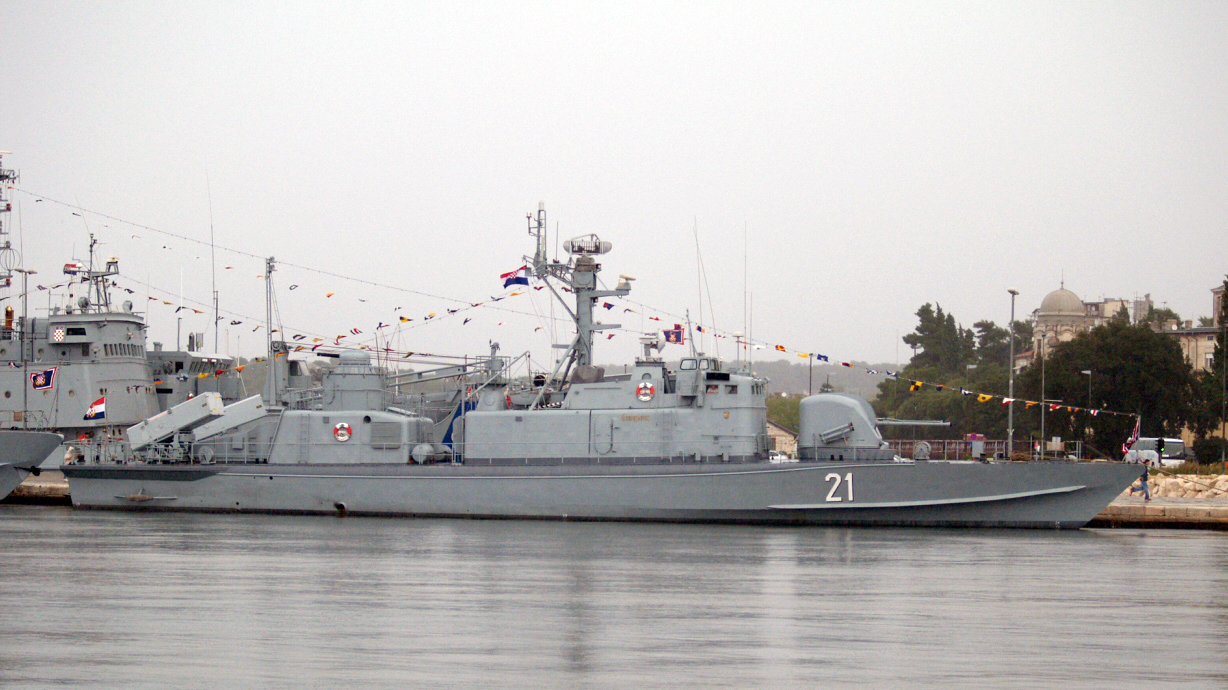
Šibenik

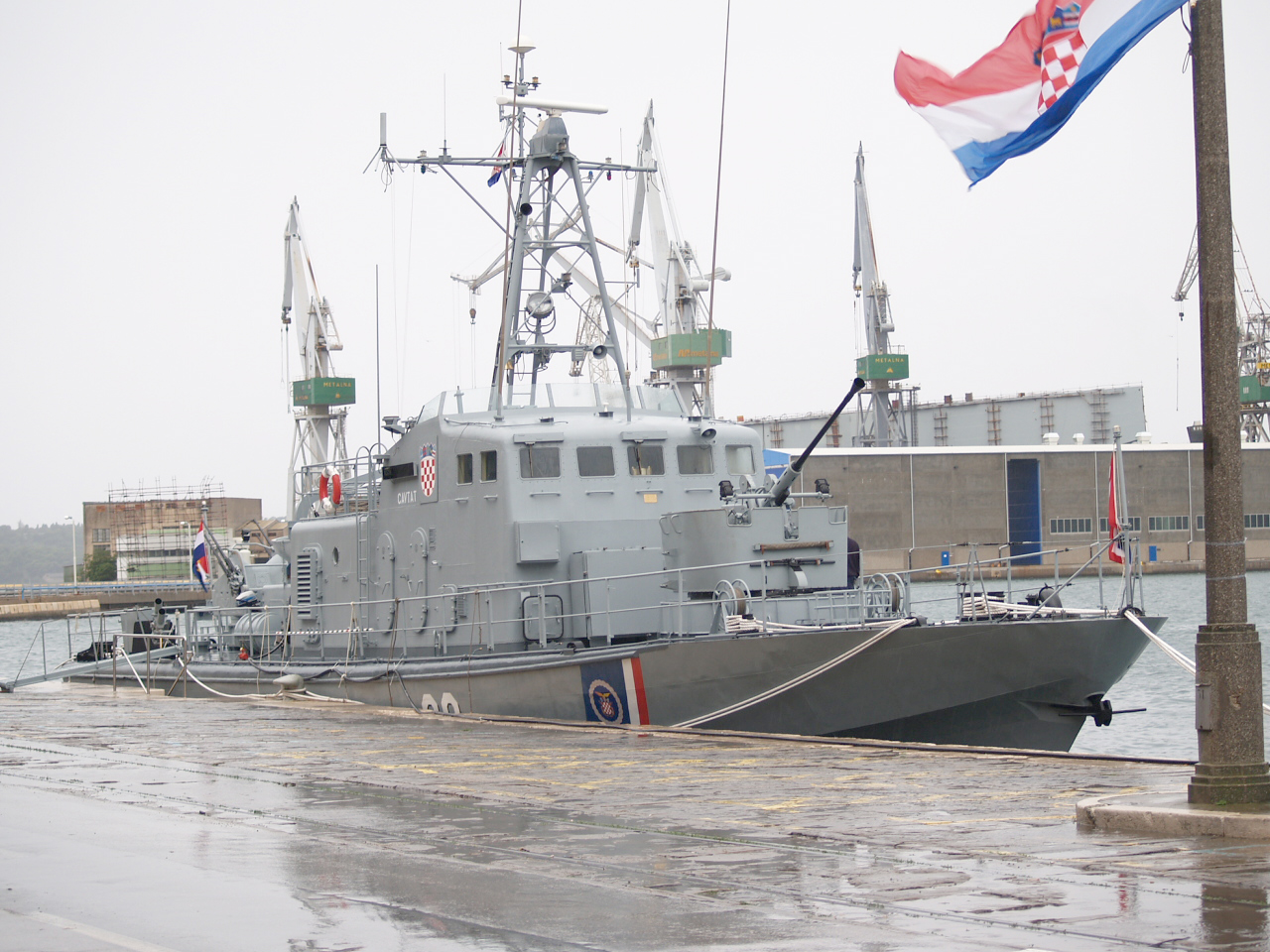
Cavtat

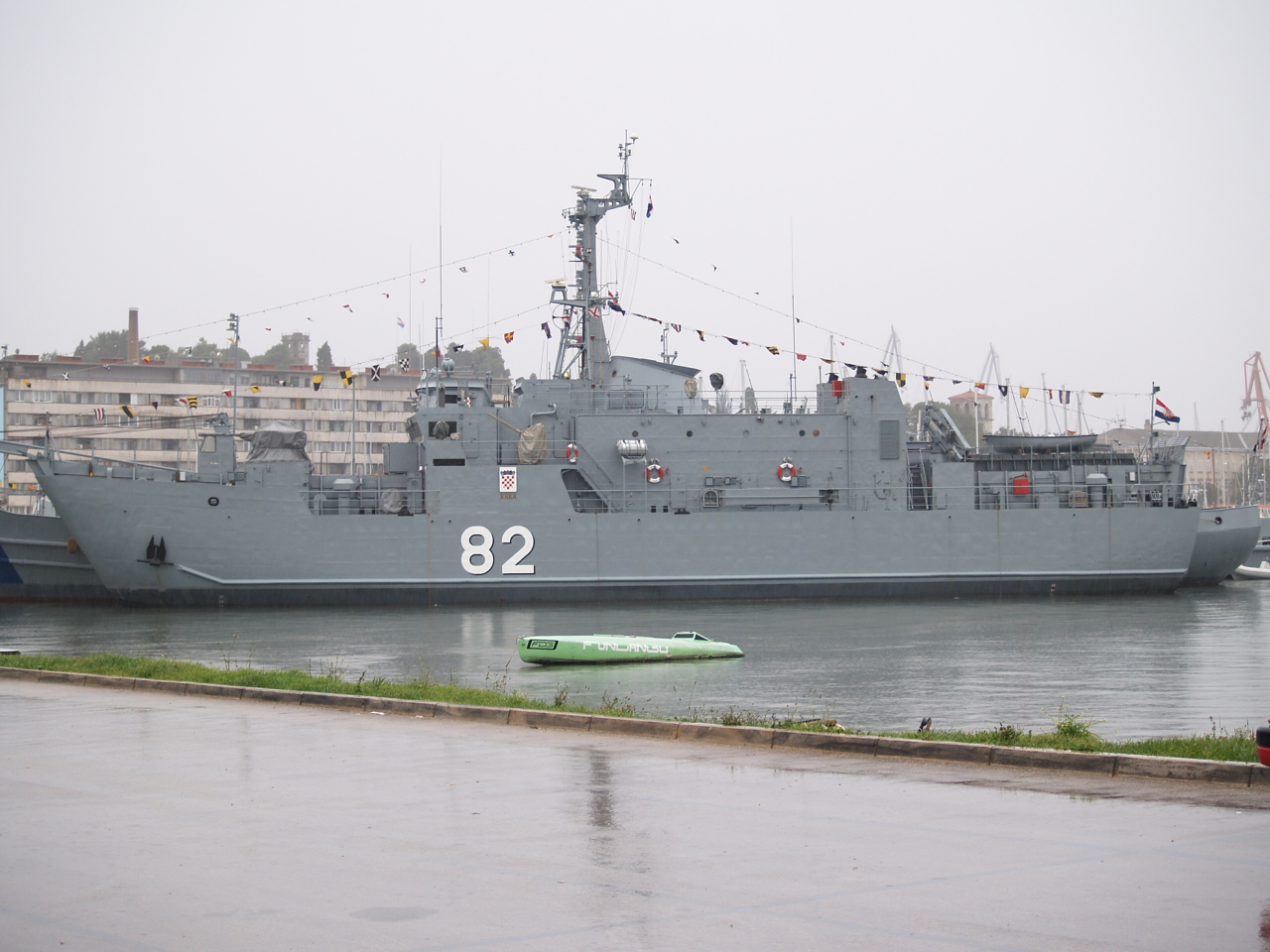
Krka

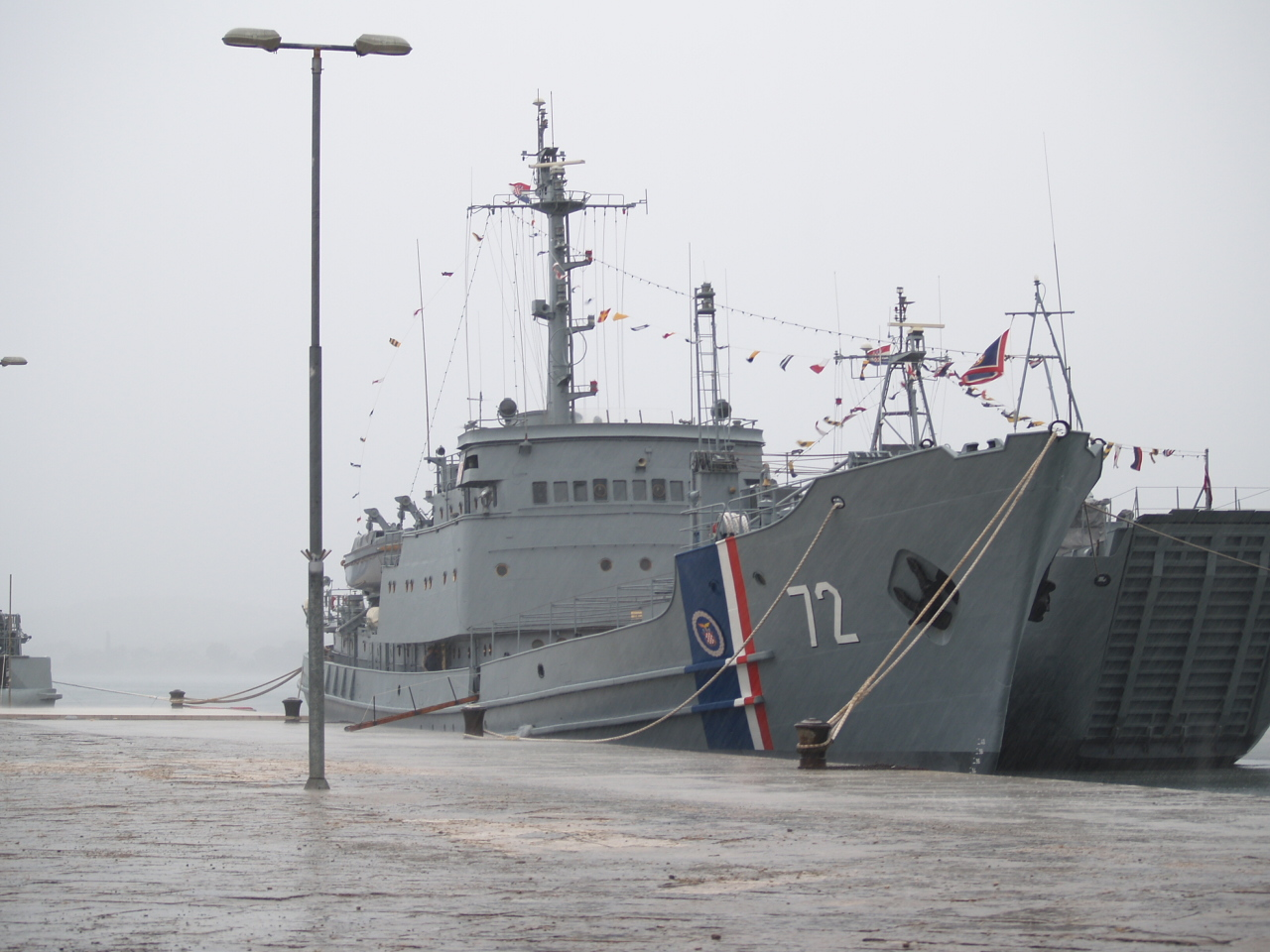
Andrija Mohorovičić

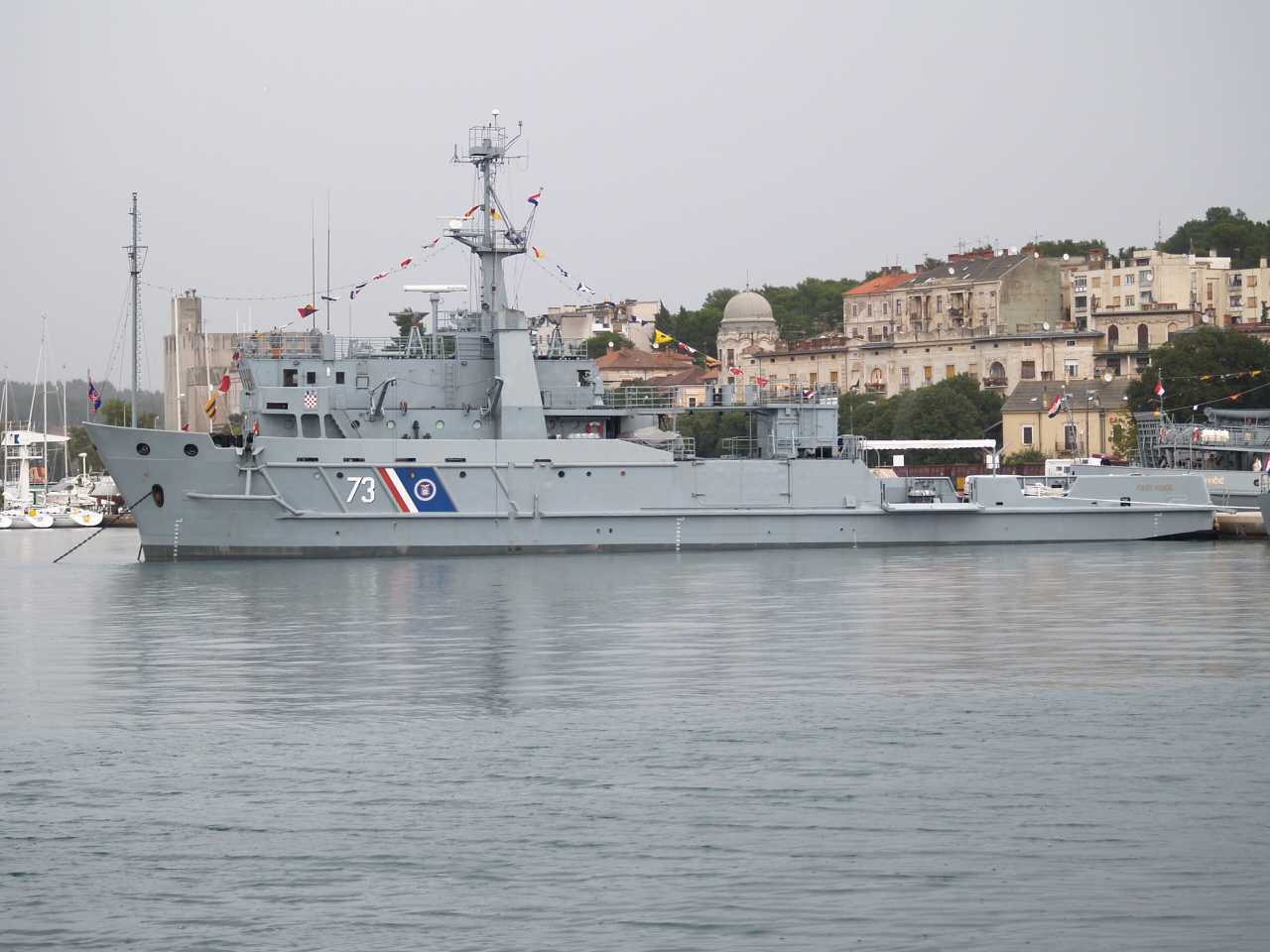
Faust Vrančić

1. RTOP-11 Kralj Petar Krešimir IV (1992)
2. RTOP-12 Kralj Dmitar Zvonimir (2001)

- Corvette de classe Končark :

1. RTOP-21 Šibenik (1978)

- Corvettes de classe Helsinki (en) :

1. RTOP-41 Vukovar (1985)
2. RTOP-42 Dubrovnik (1986)

- Patrouilleurs de classe Mirna (tous sont des patrouilleurs côtiers de la Garde côtière croate) :

1. OB-01 Novigrad (1980)
2. OB-02 Šolta (1982)
3. OB-03 Cavtat (1984)
4. OB-04 Hrvatska Kostajnica (1985)

- Patrouilleur de classe Omiš :

1. OOB-31 Omiš (2018-prototype)

- Embarcation de débarquement et mouilleur de mines :

1. DBM-81 Cetina (1993)
2. DBM-82 Krka (1995)

- Chasseur de mines :

1. LM-51 Korčula (2006)

- Navires auxiliaires :

1. BŠ-72 Andrija Mohorovičić (1972)
2. BŠ-73 Faust Vrančić (1976)
3. PT-71 Meduza

- Patrouilleurs fluviaux :

1. PB-91 Šokadija(1952)
2. PB-92 & PB-93

## Projets
- 4 corvettes de classe Gowind
- 4 canonnières Gothenburg

## Histoire
L'actuelle marine militaire croate fut fondée lors de la guerre croate d'Indépendance en 1991. Néanmoins, l'histoire de la marine croate, sous diverses formes, date de bien avant.
L'État croate médiéval avait autrefois une flotte maritime prestigieuse sur l'Adriatique. En témoigne la fête de la marine croate qui commémore le jour où la flotte du croate Branimir mit en déroute les forces navales vénitiennes le 18 septembre 887. 
On retrouve des origines plus contemporaines dans la Marine Austro-hongroise, aussi bien que dans la marine d'ex-Yougoslavie, dont 35 navires et différents dépôts ont été saisis pendant la guerre.